# Clima del Reino Unido
El clima del Reino Unido es de latitud media oceánico (clasificación climática de Köppen Cfb), con veranos cálidos, inviernos frescos y abundantes precipitaciones durante todo el año. Los principales factores que influencian el clima del país son su latitud septentrional (que va desde los 50° hasta los 60°), la proximidad al océano Atlántico y las altas temperaturas de las aguas a su alrededor debido a la corriente del Golfo. El tiempo puede cambiar notablemente de un día para el otro pero la amplitud térmica a lo largo del año es relativamente escasa.
El punto de convergencia entre las corrientes de aire cálido procedente del trópico y las corrientes de aire frío del polo norte se ubica sobre el Reino Unido. La variación de la temperatura de la atmósfera crea inestabilidad y este es principal factor que determina que el tiempo sea tan cambiante del país.
Los bordes de convergencia entre el aire cálido tropical y el frío polar pasan sobre el Reino Unido. En esa área, las grandes variaciones de temperatura crean inestabilidad y esto es el mayor factor que influencia el notoriamente cambiante y frecuentemente impredecible tiempo en el país, donde muchos tipos de tiempo pueden ser experimentados en un solo día.
Los climas regionales en el Reino Unido están influenciados por el océano Atlántico y por la latitud. Irlanda del Norte, Gales y partes oeste de Inglaterra y Escocia, más cercanos al Atlántico, son generalmente regiones más tibias, húmedas y ventosas del Reino Unido, y los rangos de temperaturas allí son a veces más extremos. Las áreas este suelen ser más secas, frescas, menos ventosas pero también experimenta variaciones mayores diarias y estacionales de Tº. Sus áreas norteñas son generalmente más frescas, húmedas y menor rango de Tº que las sureñas. Aunque todo el R. U. está mayormente bajo influencia de masas de aire marítimas tropicales del sudoeste, diferentes regiones son más susceptibles que otras cuando diferentes frentes de masas de aire afectan al país: Irlanda del Norte y oeste de Escocia son las más expuestas a las masas de aire marítimo polar que trae aire fresco húmedo; el este de Escocia y el noroeste de Inglaterra están más expuestas a masas de aire continental polar que trae aire frío y seco; el sur y sudeste de Inglaterra están más expuestos a masas de aire continental tropical que trae aire tibio y seco; Gales y el sudoeste de Inglaterra son los más expuestos a masas de aire marítimo tropical que

## Inglaterra
Inglaterra tiene las Tº más cálidas máximas y mínimas a lo largo del año que otros países de Reino Unido, aunque Gales tiene las mínimas más tibias de noviembre a febrero, e Irlanda del Norte los máximos más cálidos de diciembre a febrero. Inglaterra es también más soleada a través de año, con algunos cambios para Gales, Irlanda del Norte y Escocia, el mes más soleado es julio, totaliza 192,8 h. Llueve menos días en cada mes de todo el año que en el resto del R. U., y el total de lluvia es menor en cada mes, con el mes más seco en julio promediando 54,1 mm.
| Medias climáticas de Inglaterra       | Medias climáticas de Inglaterra | Medias climáticas de Inglaterra | Medias climáticas de Inglaterra | Medias climáticas de Inglaterra | Medias climáticas de Inglaterra | Medias climáticas de Inglaterra | Medias climáticas de Inglaterra | Medias climáticas de Inglaterra | Medias climáticas de Inglaterra | Medias climáticas de Inglaterra | Medias climáticas de Inglaterra | Medias climáticas de Inglaterra | Medias climáticas de Inglaterra | Medias climáticas de Inglaterra |
| Mes                                   | Ene                             | Feb                             | Mar                             | Abril                           | May                             | Jun                             | Jul                             | Ago                             | Sep                             | Oct                             | Noviembre                       | Dic                             | Año                             |                                 |
| ------------------------------------- | ------------------------------- | ------------------------------- | ------------------------------- | ------------------------------- | ------------------------------- | ------------------------------- | ------------------------------- | ------------------------------- | ------------------------------- | ------------------------------- | ------------------------------- | ------------------------------- | ------------------------------- | ------------------------------- |
| Tº media máxima °C (°F)               | 6.6 (43.9)                      | 6.9 (44.4)                      | 9.3 (48.7)                      | 11.7 (53.1)                     | 15.4 (59.7)                     | 18.1 (64.6)                     | 20.6 (69.1)                     | 20.5 (68.9)                     | 17.5 (63.5)                     | 13.6 (56.5)                     | 9.5 (49.1)                      | 7.4 (45.3)                      | 13.1 (55.6)                     |                                 |
| Tº media mínima °C (°F)               | 1.1 (34.0)                      | 1.0 (33.8)                      | 2.4 (36.3)                      | 3.6 (38.5)                      | 6.3 (43.3)                      | 9.1 (48.4)                      | 11.4 (52.5)                     | 11.2 (52.2)                     | 9.3 (48.7)                      | 6.6 (43.1)                      | 3.5 (38.3)                      | 2.0 (35.6)                      | 5.6 (42.1)                      |                                 |
| Brillo solar horas                    | 50.5                            | 67.7                            | 102.5                           | 145.2                           | 189.9                           | 179.4                           | 192.8                           | 184.1                           | 135.0                           | 101.3                           | 65.2                            | 43.9                            | 1457.4                          |                                 |
| Lluvia mm (pulgadas)                  | 84.2 (3.3)                      | 60.1 (2.4)                      | 66.5 (2.6)                      | 56.8 (2.2)                      | 55.9 (2.2)                      | 62.9 (2.5)                      | 54.1 (2.1)                      | 66.7 (2.6)                      | 73.3 (2.9)                      | 83.6 (3.3)                      | 83.5 (3.3)                      | 90.4 (3.6)                      | 838.0 (33.0)                    |                                 |
| Lluvia ≥ 1 mm días                    | 13.4                            | 10.4                            | 12.1                            | 10.1                            | 9.8                             | 9.8                             | 8.5                             | 9.4                             | 10.2                            | 11.8                            | 12.5                            | 13.1                            | 131.2                           |                                 |
| Fuente: Met Office (medias 1971–2000) |                                 |                                 |                                 |                                 |                                 |                                 |                                 |                                 |                                 |                                 |                                 |                                 |                                 |                                 |

## Irlanda del Norte
Irlanda del Norte es más cálida que Escocia en todo el año. Las Tº máximas son más altas que en Gales de diciembre a abril, y que en Inglaterra de diciembre a febrero, aunque Irlanda del Norte es más fresca durante el resto del año. Los totales de brillo solar en cada mes son mayores que en Escocia, pero menores que en el resto de Gran Bretaña. Irlanda del Norte es más seca y tiene menos días lluviosos que Escocia a través del año, excepto en mayo, cuando llueve en más días. Irlanda del Norte es también más seca que Gales en cada mes, aunque llueve en más días. El mes más lluvioso es enero, cuando en 17,8 días tienen más de 1 mm de lluvia en promedio.
| Medias climáticas de Irlanda del Norte | Medias climáticas de Irlanda del Norte | Medias climáticas de Irlanda del Norte | Medias climáticas de Irlanda del Norte | Medias climáticas de Irlanda del Norte | Medias climáticas de Irlanda del Norte | Medias climáticas de Irlanda del Norte | Medias climáticas de Irlanda del Norte | Medias climáticas de Irlanda del Norte | Medias climáticas de Irlanda del Norte | Medias climáticas de Irlanda del Norte | Medias climáticas de Irlanda del Norte | Medias climáticas de Irlanda del Norte | Medias climáticas de Irlanda del Norte | Medias climáticas de Irlanda del Norte |
| Mes                                    | Ene                                    | Feb                                    | Mar                                    | Abril                                  | May                                    | Jun                                    | Jul                                    | Ago                                    | Sep                                    | Oct                                    | Noviembre                              | Dic                                    | Año                                    |                                        |
| -------------------------------------- | -------------------------------------- | -------------------------------------- | -------------------------------------- | -------------------------------------- | -------------------------------------- | -------------------------------------- | -------------------------------------- | -------------------------------------- | -------------------------------------- | -------------------------------------- | -------------------------------------- | -------------------------------------- | -------------------------------------- | -------------------------------------- |
| Tº media máxima °C (°F)                | 6.7 (44.1)                             | 7.1 (44.8)                             | 8.9 (48.0)                             | 11.1 (52.0)                            | 14.2 (57.6)                            | 16.5 (61.7)                            | 18.4 (65.1)                            | 18.1 (64.6)                            | 15.7 (60.3)                            | 12.5 (54.5)                            | 9.2 (48.6)                             | 7.5 (45.5)                             | 12.2 (54.0)                            |                                        |
| Tº media mínima °C (°F)                | 1.2 (34.2)                             | 1.2 (34.2)                             | 2.3 (36.1)                             | 3.3 (37.9)                             | 5.6 (42.1)                             | 8.3 (46.9)                             | 10.6 (51.1)                            | 10.2 (50.4)                            | 8.3 (46.9)                             | 6.1 (43.0)                             | 3.1 (37.6)                             | 2.0 (35.6)                             | 5.2 (41.4)                             |                                        |
| Brillo solar horas                     | 41.0                                   | 60.1                                   | 90.0                                   | 140.8                                  | 175.9                                  | 150.9                                  | 139.6                                  | 138.0                                  | 113.1                                  | 85.5                                   | 52.8                                   | 31.9                                   | 1219.7                                 |                                        |
| Lluvia mm (")                          | 119.1 (4.7)                            | 86.5 (3.4)                             | 93.4 (3.7)                             | 70.6 (2.8)                             | 68.1 (2.7)                             | 72.1 (2.8)                             | 73.2 (2.9)                             | 90.8 (3.6)                             | 94.4 (3.7)                             | 114.5 (4.5)                            | 110.5 (4.4)                            | 118.5 (4.7)                            | 1111.6 (43.8)                          |                                        |
| Lluvia ≥ 1 mm días                     | 17.8                                   | 14.1                                   | 16.4                                   | 12.4                                   | 12.6                                   | 12.4                                   | 13.1                                   | 13.9                                   | 14.4                                   | 16.4                                   | 16.7                                   | 16.9                                   | 177.0                                  |                                        |
| Fuente: Met Office (medias 1971–2000)  |                                        |                                        |                                        |                                        |                                        |                                        |                                        |                                        |                                        |                                        |                                        |                                        |                                        |                                        |

## Escocia
Escocia tiene el clima más fresco de cualquier país de UK en todo el año (con un clima de altitud variando dentro de Cfc), y Tº media mínima en enero de −0,2 grados Celsius (31,6 °F). Escocia es también el país más húmedo en cada mes, aparte de mayo, junio y diciembre, donde Gales es más húmedo. El mes más húmedo es enero, con 170,5 mm de media. También es el país más nublado todo el año, aparte de junio y julio, cuando lo es Irlanda del Norte.
| Medias climáticas de Escocia          | Medias climáticas de Escocia | Medias climáticas de Escocia | Medias climáticas de Escocia | Medias climáticas de Escocia | Medias climáticas de Escocia | Medias climáticas de Escocia | Medias climáticas de Escocia | Medias climáticas de Escocia | Medias climáticas de Escocia | Medias climáticas de Escocia | Medias climáticas de Escocia | Medias climáticas de Escocia | Medias climáticas de Escocia | Medias climáticas de Escocia |
| Mes                                   | Ene                          | Feb                          | Mar                          | Abr                          | May                          | Jun                          | Jul                          | Ago                          | Sep                          | Oct                          | Nov                          | Dic                          | Año                          |                              |
| ------------------------------------- | ---------------------------- | ---------------------------- | ---------------------------- | ---------------------------- | ---------------------------- | ---------------------------- | ---------------------------- | ---------------------------- | ---------------------------- | ---------------------------- | ---------------------------- | ---------------------------- | ---------------------------- | ---------------------------- |
| Tº media máxima °C (°F)               | 5.0 (41.0)                   | 5.2 (41.4)                   | 6.9 (44.4)                   | 9.3 (48.7)                   | 12.8 (55.0)                  | 14.9 (58.8)                  | 16.9 (62.4)                  | 16.6 (61.9)                  | 13.9 (57.0)                  | 10.8 (51.4)                  | 7.4 (45.3)                   | 5.7 (42.3)                   | 10.5 (50.9)                  |                              |
| Tº media mínima °C (°F)               | -0.2 (31.6)                  | -0.1 (31.8)                  | 0.9 (33.6)                   | 2.1 (35.8)                   | 4.5 (40.1)                   | 7.2 (45.0)                   | 9.3 (48.7)                   | 9.2 (48.6)                   | 7.2 (45.0)                   | 4.9 (40.8)                   | 2.0 (35.6)                   | 0.5 (32.9)                   | 4.0 (39.2)                   |                              |
| Brillo solar horas                    | 30.8                         | 58.1                         | 87.6                         | 128.2                        | 173.2                        | 153.2                        | 145.0                        | 137.5                        | 104.4                        | 74.5                         | 43.2                         | 24.7                         | 1160.4                       |                              |
| Lluvia mm (")                         | 170.5 (6.7)                  | 123.4 (4.9)                  | 138.5 (5.5)                  | 86.2 (3.4)                   | 79.0 (3.1)                   | 85.1 (3.4)                   | 92.1 (3.6)                   | 107.4 (4.2)                  | 139.7 (5.5)                  | 162.6 (6.4)                  | 165.9 (6.5)                  | 169.6 (6.7)                  | 1520.1 (59.8)                |                              |
| Lluvia ≥ 1 mm días                    | 18.6                         | 14.8                         | 17.3                         | 13.0                         | 12.2                         | 12.7                         | 13.3                         | 14.1                         | 15.9                         | 17.7                         | 17.9                         | 18.2                         | 185.8                        |                              |
| Fuente: Met Office (medias 1971–2000) |                              |                              |                              |                              |                              |                              |                              |                              |                              |                              |                              |                              |                              |                              |

## Gales
Gales tiene Tº más tibias todo el año que Escocia, e inviernos con mínimas más altas que Inglaterra, pero máximas invernales más bajas que Irlanda del Norte.  Gales es más húmedo todo el año que Irlanda del Norte y que Inglaterra,  pero menos días lluviosos que Irlanda del Norte; significando que las lluvias son más intensas. Es más seco que Escocia en cada mes salvo mayo, junio y diciembre, y hay menos días lluviosos que en Escocia.  Los totales de brillo solar todo el año son más que en Escocia y en Irlanda del Norte, pero menos que en su vecina Inglaterra. Mayo es su mes más soleado, promediando 186,8 h.
| Medias climáticas de Gales            | Medias climáticas de Gales | Medias climáticas de Gales | Medias climáticas de Gales | Medias climáticas de Gales | Medias climáticas de Gales | Medias climáticas de Gales | Medias climáticas de Gales | Medias climáticas de Gales | Medias climáticas de Gales | Medias climáticas de Gales | Medias climáticas de Gales | Medias climáticas de Gales | Medias climáticas de Gales | Medias climáticas de Gales |
| Mes                                   | Ene                        | Feb                        | Mar                        | Abr                        | May                        | Jun                        | Jul                        | Ago                        | Sep                        | Oct                        | Nov                        | Dic                        | Año                        |                            |
| ------------------------------------- | -------------------------- | -------------------------- | -------------------------- | -------------------------- | -------------------------- | -------------------------- | -------------------------- | -------------------------- | -------------------------- | -------------------------- | -------------------------- | -------------------------- | -------------------------- | -------------------------- |
| Promedio Tº máximas °C (°F)           | 6.5 (43.7)                 | 6.6 (43.9)                 | 8.6 (47.5)                 | 11.0 (51.8)                | 14.5 (58.1)                | 16.8 (62.2)                | 19.1 (66.4)                | 18.8 (65.8)                | 16.2 (61.2)                | 12.8 (55.0)                | 9.3 (48.7)                 | 7.4 (45.3)                 | 12.3 (54.1)                |                            |
| Promedio Tº mínimas °C (°F)           | 1.3 (34.3)                 | 1.1 (34.0)                 | 2.4 (36.3)                 | 3.4 (38.1)                 | 6.0 (42.8)                 | 8.6 (47.5)                 | 10.9 (51.6)                | 10.7 (51.3)                | 8.8 (47.8)                 | 6.5 (43.7)                 | 3.7 (38.7)                 | 2.2 (36.0)                 | 5.5 (41.9)                 |                            |
| Brillo solar horas                    | 42.8                       | 63.4                       | 94.2                       | 148.0                      | 186.8                      | 167.0                      | 181.8                      | 168.7                      | 125.8                      | 90.4                       | 54.9                       | 35.4                       | 1359.3                     |                            |
| Lluvia mm (pulgadas)                  | 158.4 (6.2)                | 113.8 (4.5)                | 118.5 (4.7)                | 85.7 (3.4)                 | 80.6 (3.2)                 | 86.0 (3.4)                 | 78.3 (3.1)                 | 105.8 (4.2)                | 123.8 (4.9)                | 152.9 (6.0)                | 156.6 (6.2)                | 173.1 (6.8)                | 1433.5 (56.4)              |                            |
| Lluvia ≥ 1 mm días                    | 17.4                       | 13.4                       | 15.1                       | 11.7                       | 11.5                       | 11.4                       | 10.3                       | 12.2                       | 13.0                       | 15.8                       | 16.7                       | 17.1                       | 165.5                      |                            |
| Fuente: Met Office (medias 1971–2000) |                            |                            |                            |                            |                            |                            |                            |                            |                            |                            |                            |                            |                            |                            |

## Estaciones

### Primavera
La primavera se extiende en el periodo marzo a mayo. Es generalmente calma, fresca y seca, particularmente debido a que el Atlántico ha perdido mucho de su calor a través del otoño y del invierno. Sin embargo, como el sol sube más alto en el cielo y los días son más largos, las Tº pueden ascender relativamente altas; tormentas y chubascos pesados pueden desarrollarse en ocasiones.
Hay poca probabilidad de nevadas temprano en la estación cuando las temperaturas están frías.  Algunas de las nevadas más copiosas del país en años recientes han ocurrido en la primera mitad de marzo y la nieve puede mostrarse con poca frecuencia hasta mediados de abril.
Las temperaturas medias en primavera están marcadamente influenciadas por la latitud. Una gran parte de Escocia, las montañas de Gales e Inglaterra norteña son las áreas más frías del R. U., con temperaturas medias que van de −0,6 grados Celsius (30,9 °F) a 5,8 grados Celsius (42,4 °F). La mitad sureña de Inglaterra experimenta las temperaturas más cálidas de primavera entre 8,8 grados Celsius (47,8 °F) a 10,3 grados Celsius (50,5 °F).

### Verano
El verano va desde junio a agosto; pudiendo ser con frecuencia una estación seca, aunque los totales de lluvia pueden tener una fuerte variación local debido a tormentas localizadas. Esas tormentas principalmente ocurren en el sur, este, y centro de Inglaterra y suelen ser menos frecuentes e intensas en su norte y oeste.  Las depresiones noratlánticas no son frecuentes o fuertes en verano pero se incrementan tanto en intensidad como en frecuencia hacia el fin de la estación. El verano frecuentemente muestra sistemas de alta presión dominantes de las Azores.
Las diferencias climáticas en este tiempo del año son más influenciadas por latitud- temperatura, y son mayores en áreas del sur y centrales y menores en su norte. Generalmente, las temperaturas veraniegas de por sí están por arriba de 30 grados Celsius (86 °F). Escocia y el norte de Inglaterra tienen los veranos más frescos (media de 12,2 grados Celsius (54,0 °F) a 14,8 grados Celsius (58,6 °F)),  mientras Gales y el sudoeste de Inglaterra los más cálidos (14,9 grados Celsius (58,8 °F) a 15,4 grados Celsius (59,7 °F)); el sur y sudeste de Inglaterra tienen los veranos más calientes (15,5 grados Celsius (59,9 °F) a 17,7 grados Celsius (63,9 °F)). El registro máximo absoluto: 38,5 grados Celsius (101,3 °F) registrado en Faversham, Kent en agosto de 2003—debido a su proximidad a la masa continental europea, así el sudeste usualmente experimenta las Tº más altas de verano en el R. U.

### Otoño
El otoño en el Reino Unido dura de septiembre a noviembre. La estación es natatoria por traer aire polar fresco hacia el sur siguiendo el sol, y aún hay aire cálido de los trópicos produciendo un área de gran disturbio a lo largo del país; y, combinado con el océano tibio debido al calentamiento primaveral-veraniego, produce este tiempo inestable de otoño. Además, cuando el aire está particularmente frío, en tierra puede estar aún más frío que el mar, resultando en cantidades significativas de condensación con nubosidad que trae lluvia al país.
Las depresiones atlánticas durante este tiempo pueden transformarse en intensos y sostenibles vientos de fuerza de huracán (superior a 119 kilómetros por hora (74 mph). Las áreas oestes, más cercanas al Atlántico, experimentan esas intensas condiciones significativamente mayores en extensión que las del este. Así, el otoño, en particular su última parte, es con frecuencia el periodo más tormentoso del año. Una particularmente intensa depresión fue la gran tempestad de 1987.
Sin embargo, el R. U. frecuentemente experimenta un 'verano indio', con Tº particularmente las nocturnas muy medias y raramente caen por debajo de 10 grados Celsius (50 °F). Tales eventos se acompañan por un circundante Atlántico aún tibio, manteniendo a la isla con aire cálido, sin problemas por el relativamente débil sol. Ejemplos de esto fueron 2005 y 2006, donde septiembre, y octubre y aún más, tuvieron Tº medias altas que hicieron sentir como una continuación del verano más que un otoño.  Los otoños desde 2000 están siendo tibios y con notables extremos de precipitación; así UK ha sido uno de sus más húmedos y secos otoños del milenio[cita requerida].
Las áreas costeras de la mitad sur de Inglaterra tienen en promedio, los otoños más cálidos, con Tº medias de 10,7 grados Celsius (51,3 °F) a 13 grados Celsius (55,4 °F).  Las zonas montañosas de Gales y norte de Inglaterra, y la mayoría de Escocia, las Tº medias entre 1,7 grados Celsius (35,1 °F) a 7,5 grados Celsius (45,5 °F).

### Invierno

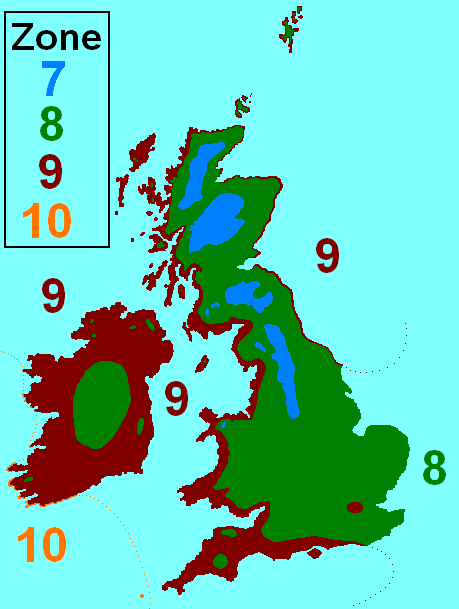
Las zonas de rusticidad en el R. U. son altas.

El invierno en el R. U. corre de diciembre a febrero. Estación generalmente fría, húmeda y ventosa. Las Tº nocturnas raramente descienden debajo de −10 grados Celsius (14 °F) y las diurnas raramente ascienden por encima de 15 grados Celsius (59 °F). La precipitación es importante en la estación, y la nieve es relativamente infrecuente a pesar de la alta altitud del país: la única área con nevadas significativas son los highlands escoceses, donde las altas elevaciones dan un clima más frío determinando el tipo de vegetación, mayormente bosques de coníferas templados, aunque la deforestación exagerada ha extinguido gravemente mucha área forestal. En la mayoría del territorio la nieve es posible mas no frecuente, aparte de las altas altitudes, donde nieva 1 a 5 meses o aún 6 meses.
Hacia el fin de la estación, el tiempo usualmente se estabiliza con menos viento, menos precipitaciones y más bajas Tº. Este cambio es particularmente pronunciado cerca de las costas mayormente debido al hecho de que el océano Atlántico está en su periodo más frío en esta temporada luego de haberse seguido enfriándose a través del otoño y el invierno. La primera parte invernal, sin embargo, es frecuentemente inestable y tormentosa; normalmente el tiempo más húmedo y ventoso del año.

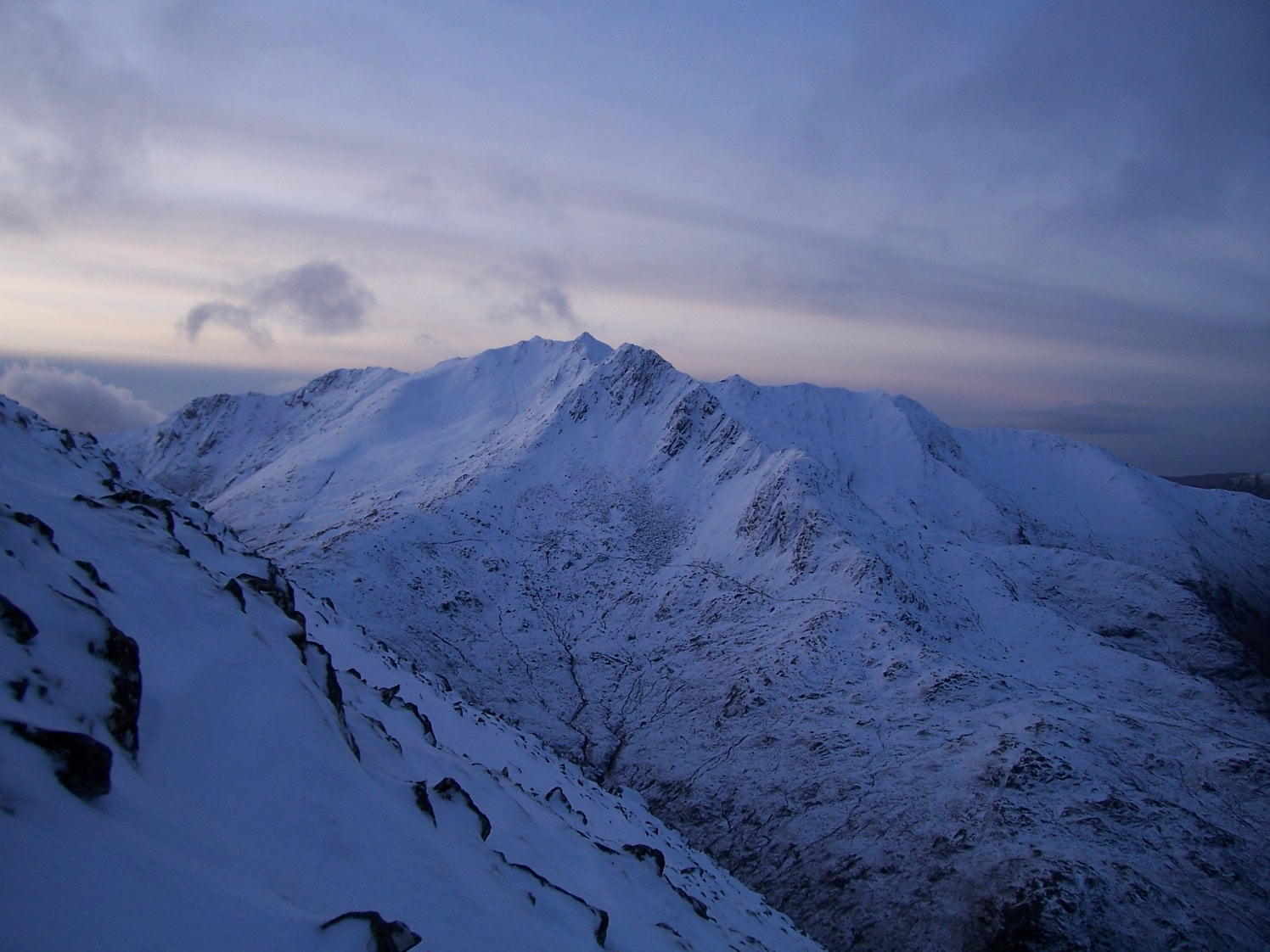
Nevada en The Saddle en las Highlands de Escocia.

La nieve cae intermitentemente y mayormente afecta áreas norteñas y orientales, Gales y áreas altas, especialmente las montañas de Escocia donde el monto de nieve caída permite en ocasiones el esquí en al menos una de las cinco resorts de esquí de Escocia.  La nieve sin embargo, raramente dure más de una semana en esas áreas al pasar de avientos gélidos a menos fríos del norte o del este, o por un sistema de alta presión proveyendo el modo de que viento tibio sureño o del oeste se introduzca hacia  sistemas de baja presión. Aunque, en raras ocasiones algunas depresiones potentes se pueden mover desde el norte en la forma de 'Bajas polares', introduciendo nevadas pesadas y con frecuencia condiciones de blizzard a partes de la isla, particularmente Escocia. Durante periodos de vientos ligeros y de alta presión, heladas y niebla pueden ser serio problema y constituirse en un máximo riesgo para conductores en rutas.
Las temperaturas medias de invierno en el R. U. están muy influenciadas por la proximidad marítima. Las áreas más frías son las montañas de Gales, el norte de Inglaterra, y áreas interiores de Escocia, promediando −3,6 grados Celsius (25,5 °F) a 2,3 grados Celsius (36,1 °F).  Las áreas costeras, particularmente las sureñas y del oeste, experimentan los inviernos medios, con medias de 5 grados Celsius (41 °F) a 8,7 grados Celsius (47,7 °F).  Las zonas de rusticidad en el R. U. son notablemente altas, variando de "zona 7" en las Scottish Highlands, los Pennines and Snowdonia, a "zona 10" en las islas Sorlingas.  La mayoría del R. U. está entre zonas 8 o 9. En la "zona 7", la Tº media más baja cada año es de −17,7 grados Celsius (0,1 °F) a −12,3 grados Celsius (9,9 °F), y en la "zona 10", es de −1,1 grados Celsius (30,0 °F) a 4,4 grados Celsius (39,9 °F).

## Soleados y nubosidad

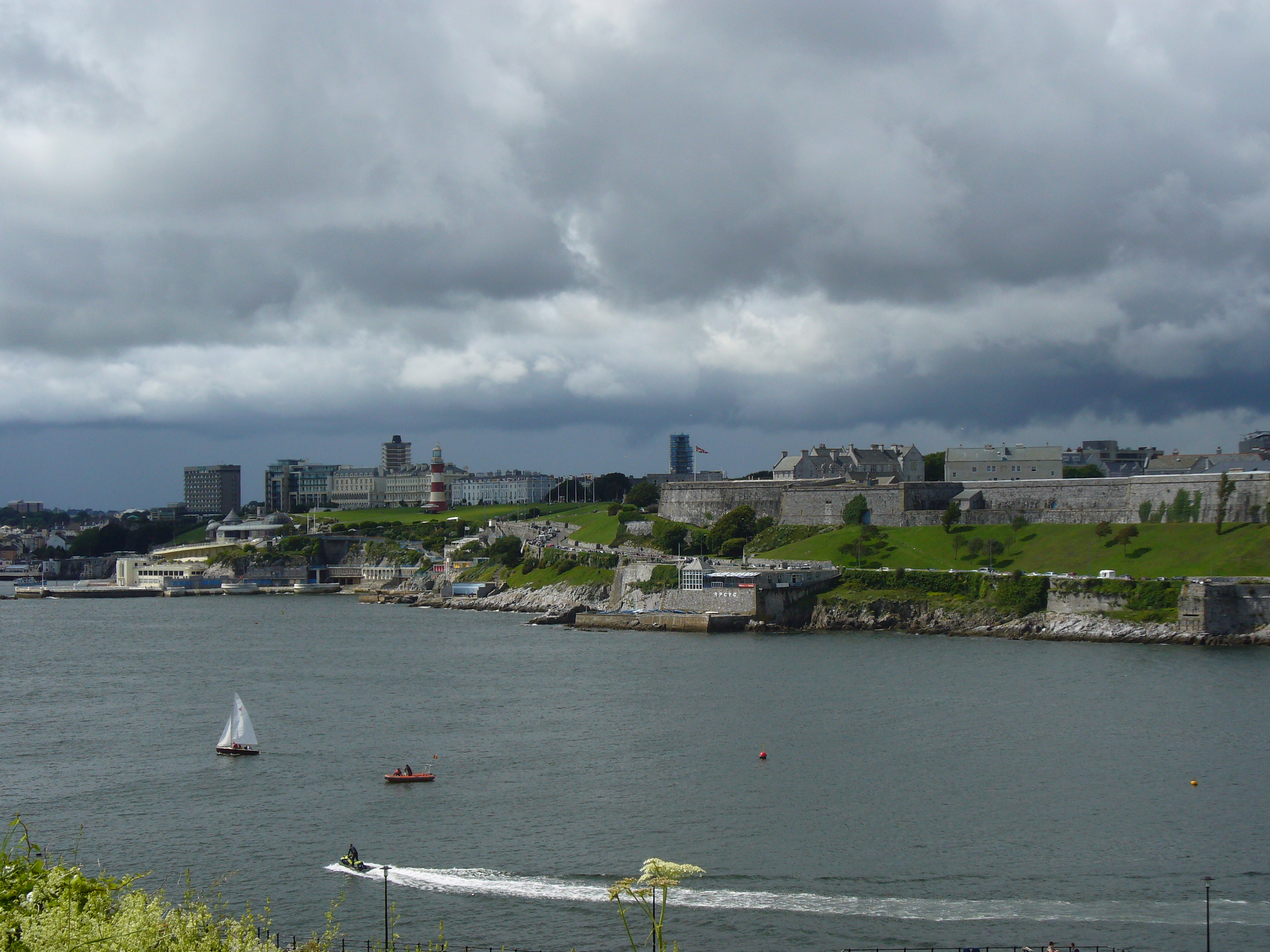
Día encapotado en Plymouth, al sudoeste de Inglaterra.

El total de días con sol promedio anual en el R. U. es de 1339,7 h, por debajo del 30% del máximo posible; La costa sur de Inglaterra frecuentemente tiene días soleados debido a que la formación de cúmulus generalmente se lleva a cabo en tierra, y los vientos prevalecientes del sudoeste las quitan del área. Los condados de Dorset, Hampshire, Sussex,  Kent rondan totales anuales medios de 1.750 h de sol por año. El norte, oeste y áreas de montaña son generalmente más nubosas del R. U., con algunas áreas montañosas recibiendo menos de 1000 h de sol por año.
Las áreas de valles como los valles de Gales del Sur, debido a su orientación norte-sur, reciben menos sol que las áreas de tierras bajas porque las montañas de un lado oscurecen al sol a primera mañana y al ocaso. Esto se pronuncia en invierno donde de por sí hay pocas horas de sol. Los montes de Gales, norte de Inglaterra, Escocia pueden especialmente nublarse y con extensas neblinas y nieblas. Cerca de la costa, la bruma marina puede desarrollarse en primavera y principios de verano. Niebla radiativa puede desarrollarse sobre áreas interiores de Gran Bretaña y persistir por horas o aún días en invierno, y ser un riesgo mayor para conductores y pilotos.

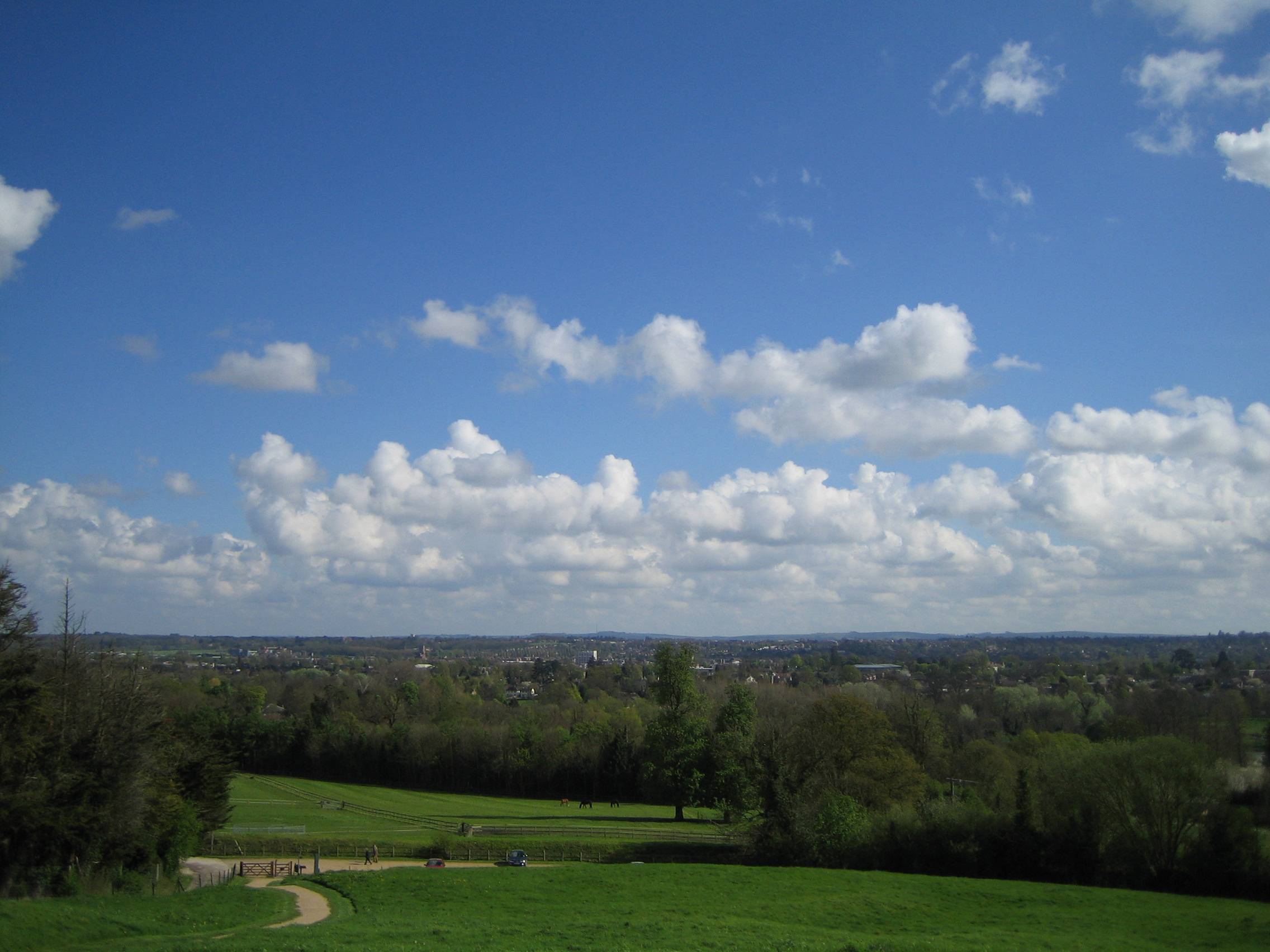
Día soleado de verano.

En ocasiones el bloqueo de anticiclones (sistemas de alta presión) las mueve sobre el R. U., y persistir por semanas o aún meses.  El aire seco traído a menudo resulta en cielo claro y pocas nubes, dando noches de helada en invierno y días calurosos en verano, cuando algunas áreas costeras pueden tener al menos los máximos posibles de sol en periodos de semana.
Las horas promedio de sol en invierno oscilan de 38–108 h en algunas montañosas del oeste de Escocia, y 217 h en el sur y este de Inglaterra mientras las medias de luz solar en verano oscilan de 294–420 h en el norte de Escocia y el norte de Irlanda, a 592–726 h en el sur de las costas inglesas.
El registro máximo absoluto en un mes fue de 383,9 h en Eastbourne (East Sussex) en julio de 1911.

## Océano Atlántico
Una de las más grandes influencias en el clima del R. U. es el océano Atlántico, y especialmente la corriente del Atlántico Norte, que provee de aguas cálidas del golfo de México a las masas de agua alrededor de la isla, por medio de la circulación termohalina. Así hay una poderosa moderación climática y un efecto de calentamiento a la isla — la deriva del Atlántico Norte entibia el clima a una gran extensión que si no estuviera tal corriente habría Tº invernales de cerca de 10 °C (18 °F) más bajas que las actuales. La corriente posibilita a Inglaterra a poseer viñas a la misma latitud de Canadá con sus osos polares. Otro buen ejemplo de los efectos de la corriente noratlántica es Tresco Abbey Gardens, en las islas Sorlingas, 48 km al oeste de Cornwall, donde en Canaria los árboles de Phoenix dactylifera (palma datilera) crecen posiblemente lo más cerca al círculo Ártico, a 50° lat N. Esa corriente marina tibia también brinda una aportación sustancial de humedad contribuyendo al notorio clima húmedo de las partes occidentales del R. U.
La extensión de la contribución de la corriente del Golfo a las diferencias actuales de Tº entre Norteamérica y el oeste de Europa es materia de disputa. Se ha argumentado que las ondas atmosféricas que traen aire subtropical al norte contribuyen a extender mucho más las diferencias de Tº que la propia circulación termohalina.

## Vientos
La alta latitud y proximidad al enorme océano significa para el oeste del Reino Unido experimentar fuertes vientos. El viento predominante viene del sudoeste, aunque puede soplar de cualquier dirección por períodos importantes. Los vientos son más fuertes cerca de las costas que mira al oeste y expuestas en cabos (tierra expuesta por tres lados con agua).

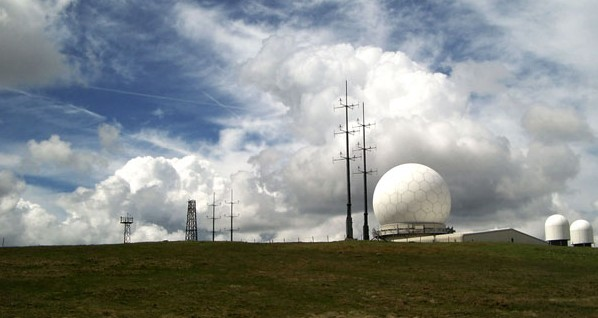
Estación Great Dun Fell, de radar meteo.

Gales — está definida con vientos de 51 a 101 km/h — y fuertemente asociados a pasajes de depresiones a través del país. Las Hébridas experimentan en promedio 35 días de vendavales al año, mientras áreas interiores de Inglaterra y de Gales reciben menos de 5 días de vendavales al año. Áreas de elevación alta tienden a tener velocidades del viento más fuertes que bajas elevaciones, Great Dun Fell en Cumbria (a 857 m s. n. m.) promedia 114 días de tormentas al año en el periodo 1963 a 1976. El máximo viento registrado fue de 191 km/h  en Gwennap Head, Cornwall el 15 de diciembre de 1979.

## Lluvias
Los montos pluviales pueden variar grandemente a través del R. U. y generalmente el extremo oeste y en las alturas elevadas, es más alta la pluviosidad. Las montañas de Gales, Escocia, los Pennines y los páramos del sudoeste de Inglaterra son las partes más húmedas del país, y en algunos de esos lugares puede caer 4.577 mm anualmente, haciendo de esas localidades algunas de las más húmedas de Europa. Mucha de la lluvia en el R. U. viene de las depresiones noratlánticas que pasan por el país todo el año y particularmente frecuentes e intensas en otoño e invierno. Puede pasar en ocasiones que se prolonguen periodos de lluvia pesada, y las inundaciones algo común.
Hay partes de Inglaterra que son sorprendentemente secas, contrario a la visión estereotipada de Londres que recibe justo menos de 650 mm por año, lo que es menos que Roma, Sídney o Nueva York. En East Anglia típicamente llueve cerca de 113 días al año. Mucho del sur, sudeste y el este de Anglia reciben menos de 700 mm de lluvia por año. Los condados ingleses de Essex, Cambridgeshire - y partes de Suffolk y Norfolk - son de las más secas del R. U., con 600 mm de lluvia anual promedio. En algunos añoss, los totales de lluvia en Essex pueden bajar a 450 mm—menos que la media anual de Jerusalén y Beirut. En Colchester en particular llueve menos de 500 mm de media anual - menos que algunas áreas de clima semiárido del mundo, pero otras partes de Inglaterra del Este reciben más de 600 mm.
Existen partes del Reino Unido que están teniendo problemas de sequía en años recientes, particularmente en 2004-2006. Ahí aparecen fuegos en muchas áreas, aún en las normalmente tierras altas del noroeste de Inglaterra y de Gales. 
Julio de 2006 fue el mes más cálido registrado en el R. U. A la baja pluviosidad, los problemas de sequía son peores debido a que las partes más secas de Inglaterra coinciden con la densidad poblacional más alta, y por ende mayor consumo de agua. Estos problemas finalizaron en el periodo de octubre de 2006 a enero de 2007, recuperando las lluvias promedio.

## Temperatura
Generalmente el Reino Unido tienen inviernos fríos a medios y veranos cálidos con moderada variación en Tº durante el año. En Inglaterra la Tº anual media varía de 8,5 °C en el norte a 11 °C en el sur, y en las tierras altas puede haber varios grados menos. Esta pequeña variación en Tº en tan larga extensión se debe al efecto moderador del Atlántico con aguas tibias y con calor específico mucho más alto que el aire,  tendiendo a calentar y a enfriar suavemente todo el año. Así hay una influencia a calentar las áreas costeras en invierno y a enfriarlas en verano.
El océano alcanza su máximo de frío en febrero a principios de marzo, por lo que las áreas costeras circundantes en febrero están con el mes más frío, y en el interior los meses más fríos oscilan entre febrero y enero. Las Tº tienden a caer más despacio a fines de invierno en las noches en el interior, y con la presencia de alta presión, cielo claro, brisas, aún con nieve en el terreno. En ocasiones, el frío polar o aire continental puede cubrir todo el R. U. dando un tiempo extremadamente frío.
Los suelos de los valles interiores fuera de la influencia del calor marino pueden ser particularmente fríos. Se ha registrado una Tº de -26,1 °C en tales condiciones en Edgmond en Shropshire el 10 de enero de 1982, la mínima absoluta más baja de Inglaterra y Gales. El siguiente día más frío de Inglaterra: -11,3, se registró en el mismo sitio.
En promedio, las Tº más altas invernales ocurren en las costas sur y oeste, sin embargo, las Tº más altas ocurren ocasionalmente debido al viento foehn calentándose al bajar las montañas. Las Tº en esas áreas pueden subir a 15 °C en invierno en raras ocasiones Eso es un evento particularmente notable en el norte de Escocia, mayormente en Aberdeenshire, donde tales altas Tº pueden ocurrir a mediados de invierno cuando el sol solo alcanza 10° por encima del horizonte.
Julio es en promedio el mes más cálido, y las mayores Tº tienden a ocurrir fuera del área cercana al Atlántico en el sur, este y centro de Inglaterra, donde las Tº de verano pueden subir encima de 30 °C. Se ha alcanzado 40,3 °C en el Aeropuerto de Londres-Heathrow, el 19 de julio de 2022, la máxima absoluta registrada en el R. U.
2006 se mostró sin precedentes muy cálido, rompiéndose muchos registros. Habiendo arrancado el año con Tº sumamente bajas, hasta mediados de marzo, el periodo de mediados de abril fue ascendiendo en Tº. De mayo a junio se vieron Tº de 10–12 °C por encima del promedio. Julio fue el mes de máximos registros absolutos de Tº. Y septiembre y octubre también fueron muy cálidos. Noviembre ya fue medio. De mayo a octubre fueron seis consecutivos meses de récord.
| Rangos de Tº absolutas | Rangos de Tº absolutas | Rangos de Tº absolutas                                       | Rangos de Tº absolutas                                                                                     | Rangos de Tº absolutas                                         | Rangos de Tº absolutas | Rangos de Tº absolutas |
| País                   | Tº máximas             | Tº máximas                                                   | Tº máximas                                                                                                 | Tº mínimas                                                     | Tº mínimas             | Tº mínimas |
| País                   | °C                     | °F                                                           | localidad y fecha                                                                                          | °C                                                             | °F                     | localidad y fecha |
| ---------------------- | ---------------------- | ------------------------------------------------------------ | --- | -------------------------------------------------------------- | ---------------------- | --- |
| Inglaterra             | 101,3 °F               | - Brogdale, cerca de Faversham, Kent el 10 de agosto de 2003 | −15 °F | - Edgmond, cerca de Newport, Shropshire el 10 de enero de 1982 |                        | |
| Gales                  | 95,4 °F                | - Hawarden Bridge, Flintshire el 2 de agosto de 1990         | −9,9 °F | - Rhayader, Radnorshire el 21 de enero de 1940                 |                        | |
| Escocia                | 32,9                   | 91,2                                                         | - Greycrook, Scottish Borders el 9 de agosto de 2003                                                       | −27,2                                                          | −17                    | - Braemar, Aberdeenshire el 11 de febrero de 1895 y el 10 de enero de 1982 - Altnaharra, Sutherland el 30 de diciembre de 1995 |
| Irlanda del Norte      | 30,8                   | 87,4                                                         | - Knockarevan, cerca de Belleek, Condado Fermanagh el 30 de junio de 1976 - Belfast el 12 de julio de 1983 | −17,5                                                          | 0,5                    | - Magherally, cerca de Banbridge, Condado Down el 1 de enero de 1979                                                           |

## Clima extremo
Aunque el R. U. no es particularmente notable por su climatología extrema, puede ocurrir, y hay condiciones conocidas para alcanzar niveles extremos ocasionalmente. En el invierno de 1982, por unos pocos días, partes del centro y sur de Inglaterra experimentaron Tº más bajas que Europa central y Moscú. En contraste, los veranos de 1975 y 1976 tuvieron Tº muy altas: 35 °C. Y también se sufrió sequía.
Los periodos extensos de tiempo extremo, como los de la sequía de 1975–1976 y los muy fríos inviernos de 1946–1947, 1962–1963, 1978–79,  1981–1982, son frecuentemente causados por bloqueo anticiclones que pueden persistir varios días o aún semanas. En invierno pueden causar largos períodos frío y seco, y veranos con largos períodos caluroso y seco.
También pueden dar ocurrencias de inundaciones graves causadas por lluvias intensas, la de consecuencias más graves fue el "Desastre de Lynmouth" de 1952, donde 34 personas fallecieron y 38 hogares y edificios fueron completamente destruidos. En el verano de 2004, una muy grave inundación devastó la ciudad de Boscastle Cornwall. La peor inundación en el R. U. en tiempos modernos ocurrió en la inundación del mar del Norte de 1953. Una poderosa tormenta desde el Atlántico moviéndose alrededor de Escocia y bajando hacia la costa este de Inglaterra. Al irse moviendo al sur produjo una marejada ciclónica que fue magnificándose al ser el mar del Norte más angosto hacia el sur. Esa tormenta afectó el sudeste de Inglaterra y catastróficamente los Países Bajos, la marejada alcanzó la altura de 36 dm ; y más de 300 personas murieron por las inundaciones en el este de Inglaterra.
Las tormentas son muy comunes en el sur y el este inglés, y menos comunes en el norte y el oeste. Como resultado de eso, las áreas interiores en el sur y el este tienden a tener meses más húmedos en verano, mientras las costas oeste, norte y este son de tener sus meses más secos en primavera y los más húmedos a fines del otoño.  En Londres, las tormentas ocurren en promedio 14–19 días al año, mientras en mucho de la norteña Irlanda y el oeste de Escocia ocurren unos 3 días al año.
Vientos fuertes suelen presentarse mayormente en otoño e invierno asociados con sistemas de baja presión. La "gran" tempestad de 1987 (23 muertes) y la del "Día de Burns de 1990" (97 muertes) fueron ejemplos particularmente graves. El R. U. tiene alrededor de 33 tornados por año, que es la segunda mayor cantidad por área de tierra en el mundo.

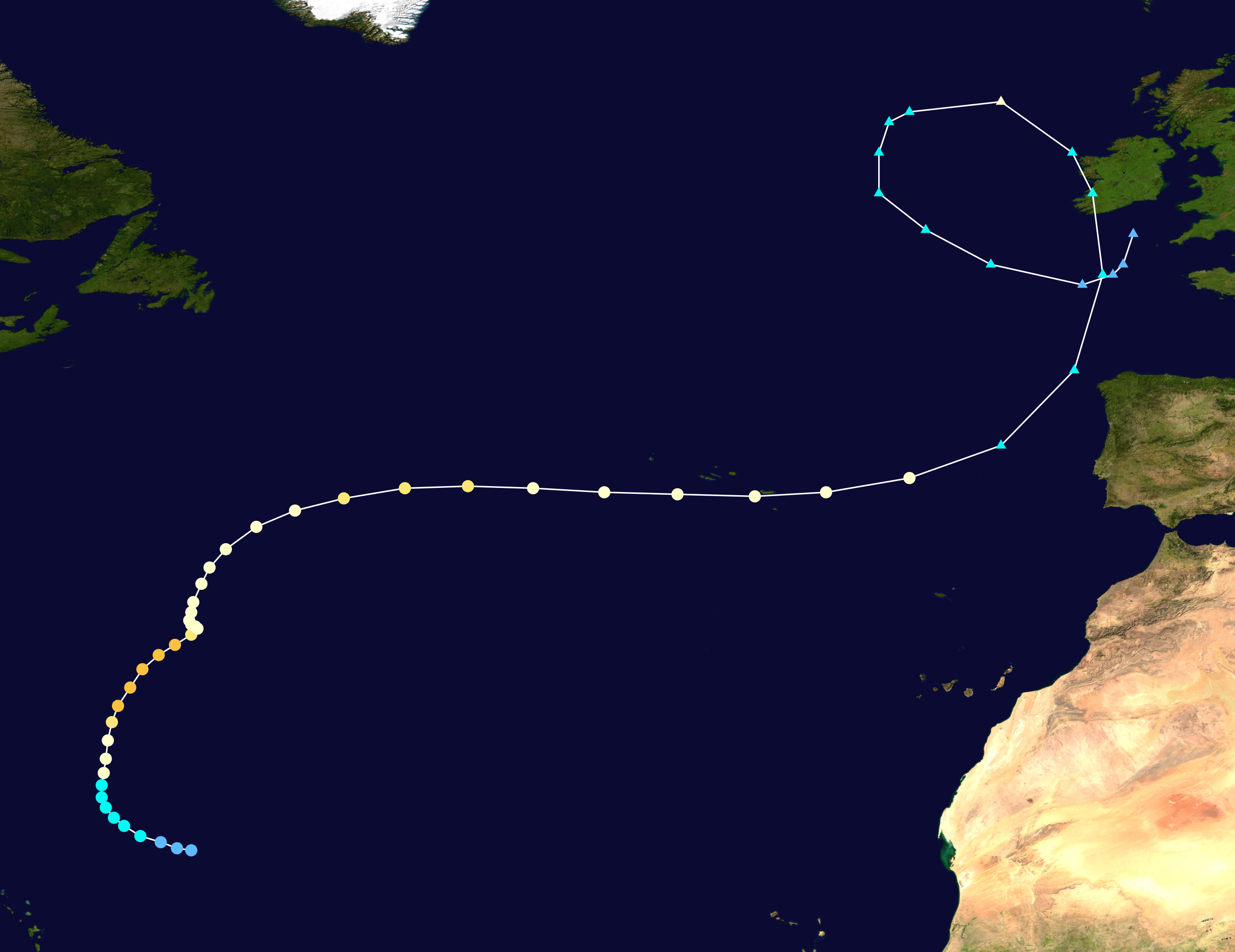
Recorrido del huracán Gordon.

La mayor lluvia caída en un solo día fue de 279 mm en Martinstown (Dorset) el 18 de julio de 1955. Las inundaciones en el Reino Unido en 2007 entre el 20 y el 25 de junio; donde algunas áreas experimentaron la lluvia total media mensual en un solo día. Cuatro personas fallecieron en esa catástrofe y se causaron más de £1.500 millones de daño a empresas y a particulares.
Los ciclones tropicales (huracanes) son muy raros en el R. U.; ya que necesitan aguas con Tº arriba de 26,5 °C para permanecer activos, y las aguas del R. U. (océano Atlántico), solo llegan a 10 a 15 °C; por lo que usualmente solo ocurren como huracanes en disipación.  Como los huracanes se forman en el océano Atlántico Norte, muy fuera de las costas de África, viajan hacia el oeste y ligeramente al norte. Si logran continuar su trayectoria norteña entran en latitudes medias y con los vientos prevalecientes revierten su dirección hacia el este y pasan sobre Azores.Y ya usualmente los huracanes se disipan a ese punto, especialmente las fuerzas internas del huracán. La "gran tormenta de 1987" fue una baja depresión como remanente de un huracán y publicitado como "huracán no clasificado, aunque técnicamente no fue un huracán. El huracán Lili cruzó el R. U. en 1996 con fuerza de tormenta tropical. El huracán Gordon alcanzó las islas británicas en septiembre de 2006 (clasificado como  tormenta tropical al tocar tierra) y causó cierres de rutas, cortes de energía, inundaciones en el norte de Irlanda, Escocia y el sudoeste de Inglaterra.

## Historia climática
El clima del Reino Unido tiene altibajos, y lo que se observa actualmente no necesariamente es el "clima" de esta área. Durante algunos periodos es mucho más caluroso y en otros es mucho más frío.  El último periodo glacial fue un período extremo frío que duró por decenas de miles de años, finalizando hace unos 10 000 años. Durange ese periodo la Tº fue tan baja que el área circundante oceánica se congeló y un enorme indlandsis se extendió sobre todo el Reino Unido excepto el sur de Inglaterra.
Los registros de Tº en Inglaterra son continuos diariamente desde mediados del siglo XVII; y el registro de las temperaturas de Inglaterra Central (CET) es el más antiguo del mundo, y está compuesto de registros de fuentes entrecorrelacionadas de varias localidades en Inglaterra Central.

## Tº mensuales extremas
| Rangos de Tº absolutas | Rangos de Tº absolutas | Rangos de Tº absolutas | Rangos de Tº absolutas                                                                             | Rangos de Tº absolutas | Rangos de Tº absolutas | Rangos de Tº absolutas                                                                        |
| Mes                    | Tº máximas             | Tº máximas             | Tº máximas                                                                                         | Tº mínimas             | Tº mínimas             | Tº mínimas                                                                                    |
| Mes                    | °C                     | °F                     | localidad y fecha                                                                                  | °C                     | °F                     | localidad y fecha                                                                             |
| ---------------------- | ---------------------- | ---------------------- | -------------------------------------------------------------------------------------------------- | ---------------------- | ---------------------- | --------------------------------------------------------------------------------------------- |
| Enero                  | 18,3                   | 64,9                   | - Aber, Gwynedd (27.1.1958)/Aber, Gwynedd (10.1.1971)/Aboyne, Aberdeenshire (27.1.2003)            | −27,2                  | −17                    | - Braemar (10.1.1982)                                                                         |
| Febrero                | 19,6                   | 67,3                   | - Worcester (13.2.1998)                                                                            | −27,2                  | −17                    | - Braemar (11.2.1895)                                                                         |
| Marzo                  | 25                     | 77,0                   | - Wakefield, Yorks (29.3.1929)/Wakefield y Whitby, Yorks (29.3.1965)/Thetford y Cromer (29.3.1968) | −22,8                  | −9,0                   | - Grantown-on-Spey (12.3.1958)/Logie Coldstone, Mtes. Grampian (14.3.1958)                    |
| Abril                  | 29,4                   | 84,9                   | - Sudeste de Inglaterra (16.4.1949)                                                                | −15                    | 5                      | - Newton Rigg (2.4.1917)                                                                      |
| Mayo                   | 32,8                   | 91,0                   | - London (22.5.1922)/Londres y sudeste de Inglaterra (19.5.1944)                                   | −9,4                   | 15,1                   | - Lynford, Norfolk (4.5.1941)/Lynford, Nyfolk (11.5.1941)/Fort Augustus (15.5.1941)           |
| Junio                  | 35,6                   | 96,1                   | - Londres (29.6.1957)/Southampton (28.6.1976)                                                      | −5,6                   | 21,9                   | - Dalwhinnie (9.6.1955)/Santon Downham, Norfolk (1.6.1962)/Santon Downham, Norfolk (3.6.1962) |
| Julio                  | 40,3                   | 104,5                  | - Aeropuerto de Heathrow, Londres (19.7.2022)                                                      | −2,5                   | 27,5                   | - Lagganlia, Scottish Highlands (15.7.1977)/St. Harmon, Powys (9.7.1986)                      |
| Agosto                 | 38,5                   | 101,3                  | - Brogdale, Kent (10.8.2003)                                                                       | −4,5                   | 23,9                   | - Lagganlia, Scottish Highlands (21.8.1973)                                                   |
| Septiembre             | 35,6                   | 96,1                   | - Bawltry, Doncaster (2.9.1906)                                                                    | −6,7                   | 19,9                   | - Dalwhinnie (26.9.1942)                                                                      |
| Octubre                | 29,4                   | 84,9                   | - March, Cambridgeshire (1.10.1985)                                                                | −11,7                  | 10,9                   | - Dalwhinnie (28.10.1948)                                                                     |
| Noviembre              | 21,7                   | 71,1                   | - Prestatyn (4.11.1946)                                                                            | −23,3                  | −9,9                   | - Braemar (14.11.1919)                                                                        |
| Diciembre              | 18,3                   | 64,9                   | - Achnashellac, Wester Ross (2.12.1948)                                                            | −27,2                  | −17                    | - Altnaharra (30.12.1995)                                                                     |